# 桐生新川球場
桐生新川球場（きりゅう・しんかわきゅうじょう）は、群馬県桐生市にかつて存在した野球場。現在の新川公園の敷地に当たる。

## 概要
桐生市体育協会の会長を務め、地元の財界有志として知られた堀祐平が中心となり、野球場、陸上競技場、水泳場などを併設した総合運動公園の建設計画を打ち出し、堀自身も資金を提供して10か月の造成・工事により1928年に完成。1934年、昭和天皇ご行幸。これを機に1936年に桐生市に施設を寄付することを申し出て1937年から桐生市営の施設となった。
戦後すぐの1945年11月24日、職業野球東西対抗戦が行われた。当時、群馬県の主要都市・前橋市、高崎市などは焼夷弾などの投下による大空襲を受けたが、桐生市は戦災を免れ、戦災復興住宅の建設中で、周辺はその建設資材が置かれていたことから、トラックや馬車が通る中で試合が行われた。元々は明治神宮野球場で2連戦とする予定になっていたが、そのうちの1試合が雨天中止となり、予備日の日程調達ができなかったという理由で、鈴木龍二の人脈を生かし、急遽開催されたという経緯があるとされる他、上毛新聞の記事によれば、職業野球のほか、社会人野球のクラブチームが出場する親睦試合などが企画され、その試合にアメリカ軍の軍人らが招待されたことから慰安試合として開催されたとする記録も残っている。しかしその5日前にセネターズ（2代目）が、全桐生を相手に練習試合も行い、日本の戦後初の職業野球のチームが出場する試合として記録されている。
しかし、1947年のカスリン台風によりスタンドが倒壊。その後も復旧工事を行いプロ野球を1958年までに17試合実施したほか、地元の名門校・桐生高等学校などの活躍もあり、群馬県の野球のメッカとして親しまれたが、老朽化が進み、1987年10月に行われた草野球の「さよならマラソン野球大会」の開催をもって閉鎖。その後桐生駅周辺の再開発の一環として、現在の新川公園として再整備された。
2023年、日本野球機構などが中心となった「日本野球聖地・名所150選」に、「桐生新川球場跡（現：新川公園）」として認定された。これをきっかけに、桐生市では「群馬県の球都（きゅうと）」の語呂合わせの9月10日を地元の独自の記念日「球都・桐生の日」と定め、野球に関する様々なイベントを展開している。

## 球場データ
- 両翼：84.1m、中堅：108.2m
- 公式戦初開催：1947年8月2日・金星スターズ対東京巨人軍戦
- 公式戦最終試合：1958年10月5日・大毎オリオンズ対東映フライヤーズ戦
- 公式戦開催試合数：17試合